# Карло Маренко ді Моріондо
Карло Маренко ді Моріондо (італ. Carlo Marenco di Moriondo, 12 жовтня 1915, Турин - 9 січня 1941, Атлантичний океан) — італійський військовик, учасник Другої світової війни, нагороджений Золотою медаллю «За військову доблесть».
Син адмірала Альберто Маренко ді Моріондо

## Біографія
Карло Маренко ді Моріондо народився 12 жовтня 1915 року в Турині. У 1935 році вступив до Військово-морської академії в Ліворно, яку закінчив у 1939 році у званні гардемарина. Після нетривалої служби на крейсері «Трієсте» був призначений на колоніальний шлюп «Еритрея», який діяв у Червоному морі. Наприкінці 1939 року отримав звання молодшого лейтенанта і переведений до складу дивізіону торпедних катерів MAS.
У січні 1940 року переведений на підводний човен «Арго». Після вступу Італії у Другу світову війну 10 червня 1940 року переведений на підводний човен «Глауко». На його борту взяв участь у трьох походах в Середземному морі, за що був нагороджений Хрестом «За військові заслуги».
У вересні 1940 року «Глауко» був перебазований на Атлантичну базу італійського флоту BETASOM в Бордо, де взяв участь в битві за Атлантику.
9 січня 1941 року під час другого походу «Глауко» у складних погодних умовах вступив у бій з ворожим озброєним пароплавом. Карло Маренко ді Моріондо керував вогнем бортової гармати. Отримав осколкове поранення, але залишився на посту і продовжував вести вогонь, допоки хвиля не змила його в море.
Карло Маренко ді Моріондо посмертно був нагороджений Золотою медаллю «За військову доблесть».

## Нагороди
- Золота медаль «За військову доблесть»
- Хрест «За військову доблесть»
- Хрест «За військові заслуги»